# Franjo Mihalić
Franjo Mihalić (Kutina, 9 de março de 1920 – Belgrado, 14 de fevereiro de 2015) foi um maratonista da antiga Iugoslávia, tendo como resultado mais expressivo a prata na maratona dos Jogos Olímpicos de Melbourne 1956.

## Carreira
Mihalić foi campeão iugoslavo e campeão dos Balcãs e conseguiu 25 recordes nacionais nos 5 000, 10 000, 20 000 e 25 000 metros e na corrida de uma hora. Suas melhores marcas nas Olimpíadas são: 14min18s nos 5 000m; 29min37,6s nos 10 000m; e 2h21min23s na maratona. Franjo Mihalić venceu as maratonas de Tóquio, Moscou, Boston e Atenas. Além disso, venceu a Corrida de São Silvestre em 1952 e em 1954. Em 1952, venceu a "Cross des Nationes" em Paris, torneio que mais tarde se tornou o Campeonato Mundial.
A melhor marca de Mihalić em campeonatos europeus foi o quinto lugar (29min59,6s) nos 10 000 metros, em 1954.
Mihalić encerrou a carreira aos 39 anos nas Olimpíadas de Roma (1960) com o tempo de 2h21min52s que lhe deu o décimo segundo lugar.
Morreu no Hospital Militar de Belgrado, em 14 de fevereiro de 2015, aos 94 anos.